# My Sassy Girl – Unverschämt liebenswert
My Sassy Girl – Unverschämt liebenswert ist eine romantische Filmkomödie, die im Jahre 2008 gedreht wurde. Es ist eine US-amerikanische Neuverfilmung des südkoreanischen Originalfilms My Sassy Girl. Regie führte dabei Yann Samuell.

## Handlung
Charlie Bellow ist zurückhaltend, scheu und führt ein eher langweiliges Leben, welches er schon genauestens verplant hat. Er studiert Wirtschaftswissenschaften und will später bei einer großen Firma, der Tiller King Company, arbeiten. So erwarten es auch seine Eltern von ihm. Momentan wohnt er in einer kleinen Wohnung in New York City, zusammen mit seinem Freund Leo. Mit Frauen hat Charlie noch nicht so viel Erfahrung. Deshalb versucht Leo, ihn immer wieder zu überreden, eine Frau anzusprechen und sie um ein Date zu bitten.
Auf einer U-Bahn-Station lernt er Jordan kennen. Sie lehnt sich sturzbetrunken über das Geländer. Charlie kann sie gerade noch retten, bevor der Zug kommt. Als er wieder gehen will und noch einen Blick zurückwirft, wird ihm klar, dass er Jordan nicht einfach dort liegen lassen kann. Da er nicht weiß, wer sie ist und wo sie wohnt, nimmt er sie mit in seine Wohnung zum Ausnüchtern. Daraufhin ruft sie ihn ständig an, um sich mit ihm zu verabreden. Es stellt sich heraus, dass die beiden das pure Gegenteil voneinander sind. Sie ist frech, chaotisch, verrückt, witzig und aufgedreht, sozusagen alles, was Charlie nicht ist. Anfangs hält er sie für eine egoistische, ständig betrunkene Frau. Jedoch ändert er seine Meinung über sie immer mehr. Er beginnt sie zu mögen, so wie er es nie erwartet hätte. Auch der Grund für ihre Alkoholsucht wird bekannt. Ihr Verlobter – wie sich am Ende des Films herausstellt, Charlies Cousin – ist nämlich vor Kurzem gestorben und somit ist ihr Leben aus den Fugen geraten. 
Verwirrt von ihren Gefühlen, vielleicht waren es aber auch ihre Schuldgefühle, die sie so handeln ließen, entscheidet sie sich, ihn ein ganzes Jahr lang nicht zu sehen. Sie hofft, dass in diesem Jahr ihre Wunden heilen und sie ihr Leben normal weiterführen kann, mit Charlie. Denn sie glaubt fest daran, dass das Schicksal alles vorher bestimmt hat. Darum bittet sie Charlie, einen Brief zu schreiben, in dem steht, was er für sie empfindet. Sie selbst macht das Gleiche für ihn. Die Briefe verstecken sie in einem Cocktailshaker im Central Park. Im darauf folgenden Jahr hören sie nichts voneinander. Charlie nutzt das Jahr, um sich in allem zu verbessern, was er mit Jordan üblicherweise unternahm. Er verbessert sich im Squash, im Kendo und lernt Kraulen. Kein Tag vergeht, an dem er nicht an Jordan denkt. Sein Mitbewohner meint, diese ganze Sache tue Charlie nicht gut und er solle endlich loslassen. Leo kann ihn schließlich überreden, innerhalb dieses Jahres mit zehn Frauen auszugehen. Doch keine gefällt ihm so wie Jordan es tat.
Als das Jahr endlich vorüber ist, kann Charlie es kaum erwarten, in den Central Park zu gehen, um Jordan wieder zu sehen. Er wartet und wartet, jedoch taucht sie nicht auf. Als es langsam zwecklos erscheint, muss er sich eingestehen, dass sie nicht kommen wird.
Erst einen Tag später steht sie zum vereinbarten Treffpunkt auf. Als sie dort ankommt, sitzt ein alter Mann neben dem Baum, unter dem sie ihre Briefe vergraben hatten. Jordan erzählt ihm die Geschichte von Charlie und ihr. Der Mann sagt zu ihr, sie solle seinen Brief nun endlich lesen, er wird sie bestimmt zum Weinen bringen.
Jordan befürchtet schon, sie würde Charlie nie mehr wieder sehen. Doch anscheinend meint es das Schicksal gut mit ihr. Denn die Mutter ihres verstorbenen Verlobten, also Charlies Tante, hat ein Treffen zwischen den beiden arrangiert. Eigentlich hatte sie das schon vor eineinhalb Jahren vorgehabt, jedoch war keiner von ihnen aufgetaucht, weil sie sich schon selbst verabredet hatten. Als Charlie und Jordan sich gegenseitig in die Augen blicken, können sie es kaum fassen, dass sie sich wiedergefunden haben.

## Kritik
Die Website Cinema urteilt: „Nach gutem Auftakt verkommt das US-Remake eines Hits aus Südkorea zur Massenware. Fazit: Charmefrei, seicht und unoriginell“
Der Filmdienst sieht ein „Vergnügliches Remake einer südkoreanischen Komödie ("My Sassy Girl", 2001), das für den amerikanischen Markt geglättet wurde. Der quirlige, oft auch eher nur schwer zu ertragende Charme der weiblichen Hauptfigur, der die Original-Geschichte glaubhaft machte, ist nun leider nicht mehr präsent.“